# Haemaphysalis traubi
Haemaphysalis traubi är en fästingart som beskrevs av Glen M. Kohls 1955. Haemaphysalis traubi ingår i släktet Haemaphysalis och familjen hårda fästingar. Inga underarter finns listade i Catalogue of Life.